# Druha Liha 1992-1993
La Druha Liha 1992-1193 è stata la 2ª edizione della terza serie del campionato armeno di calcio. La stagione è iniziata il 17 agosto del 1992 ed è terminata il 3 luglio 1993.

## Stagione

### Novità
Al termine della passata stagione, sono retrocesse dalla Perša Liha 1992 Polіssja Žytomyr, Halyčyna Drohobyč, Dnipro Čerkasy, Čajka Sevastopol', SKA Kiev, Krystal Cherson, Azovec' Mariupol', Šachtar-2, Vahonobudivnyk Stachanov e Čornomorec'-2.
Sono retrocesse in Tretja Liha Andezyt Chust, Olimpik Charkiv, Elektron Romny, Lysonja Berežany, Promin' Volja Baranec'ka, Prometej Šachtars'k, Okean Kerč, Hirnyk Charcyz'k, Antracyt Kirovs'ke e More Feodosija.
Lo SKA Kiev ha cambiato denominazione in ZS-Orijana Kyïv. Il Polіssja Žytomyr è diventato Chimik Žytomyr.

### Formato
Le diciotto si affrontano due volte, per un totale di trentaquattro giornate. Le prime due classificate, vengono promosse in Perša Liha. L'ultima classificata, retrocede in Tretja Liha.

### Avvenimenti
Nel corso del campionato, le seguenti squadre hanno cambiato denominazione:
- Il Krystal Cherson ha cambiato denominazione in Tavrija Cherson durante la sosta invernale.
- Il ZS-Orijana Kyïv ha cambiato denominazione in CSK ZSU il 21 maggio 1993.
- Lo Šachtar-2 ha cambiato denominazione in Metalurh Kostjantynivka durante la sosta invernale.

## Classifica finale
|  | Pos. | Squadra                  | Pt | G  | V  | N  | P  | GF | GS | DR  |
|  | ---- | ------------------------ | -- | -- | -- | -- | -- | -- | -- | --- |
|  | 1.   | Dnipro Čerkasy           | 49 | 34 | 20 | 9  | 5  | 59 | 33 | +26 |
|  | 2.   | Chimik Žytomyr           | 49 | 34 | 20 | 9  | 5  | 53 | 29 | +24 |
|  | 3.   | Javir Krasnopillja       | 41 | 34 | 17 | 7  | 10 | 42 | 27 | +15 |
|  | 4.   | Zirka                    | 41 | 34 | 16 | 9  | 9  | 50 | 33 | +17 |
|  | 5.   | Meliorator Kachovka      | 41 | 34 | 16 | 9  | 9  | 45 | 37 | +8  |
|  | 6.   | Čajka Sevastopol'        | 36 | 34 | 13 | 10 | 11 | 57 | 45 | +12 |
|  | 7.   | Hazovyk Komarne          | 34 | 34 | 13 | 8  | 13 | 37 | 47 | -10 |
|  | 8.   | Bažanovec' Makiïvka      | 33 | 34 | 11 | 11 | 12 | 38 | 45 | -7  |
|  | 9.   | Halyčyna Drohobyč        | 32 | 34 | 13 | 6  | 15 | 42 | 40 | +2  |
|  | 10.  | Tavrija Cherson          | 32 | 34 | 12 | 8  | 14 | 33 | 29 | +4  |
|  | 11.  | Metalurh Kostjantynivka  | 32 | 34 | 10 | 12 | 12 | 33 | 30 | +3  |
|  | 12.  | Vahonobudivnyk Stachanov | 30 | 34 | 11 | 8  | 15 | 39 | 44 | -5  |
|  | 13.  | Azovec' Mariupol'        | 29 | 34 | 9  | 11 | 14 | 34 | 47 | -13 |
|  | 14.  | Družba Osypenko          | 28 | 34 | 8  | 12 | 14 | 30 | 49 | -19 |
|  | 15.  | Dnister Žališčyky        | 27 | 34 | 11 | 5  | 18 | 30 | 45 | -15 |
|  | 16.  | Čornomorec'-2            | 27 | 34 | 8  | 11 | 15 | 36 | 43 | -7  |
|  | 17.  | Tytan Armjans'k          | 26 | 34 | 10 | 6  | 18 | 42 | 54 | -12 |
|  | 18.  | CSK ZSU                  | 25 | 34 | 9  | 7  | 8  | 27 | 50 | -23 |

Legenda:
      Promosso in Perša liha 1993-1994.
      Retrocessa in Tretja Liha 1993-1994
Note:
Due punti a vittoria, uno a pareggio, zero a sconfitta.